# Lucy Webb Hayesová
Lucy Ware Webb Hayesová (28. srpna 1831, Chillicothe, Ohio – 25. června 1889, Fremont, Ohio) byla manželkou 19. prezidenta USA Rutherforda B. Hayese a v letech 1877 až 1881 vykonávala funkci první dámy USA.
První manželka prezidenta, která dosáhla univerzitního vzdělání (Ohio Wesleyan University).